# 자이드 카림
자이드 무스타파 마흐무드 압둘 카림(아랍어: زيد مصطفى محمود عبد الكريم,‎ 2001년 6월 19일~)은 요르단의 태권도 선수이다. 2024년 하계 올림픽에서 남자 페더급 은메달을 획득했다.